# Polskie czasopisma naukowe z bibliotekoznawstwa i informacji naukowej

## Przegląd Biblioteczny

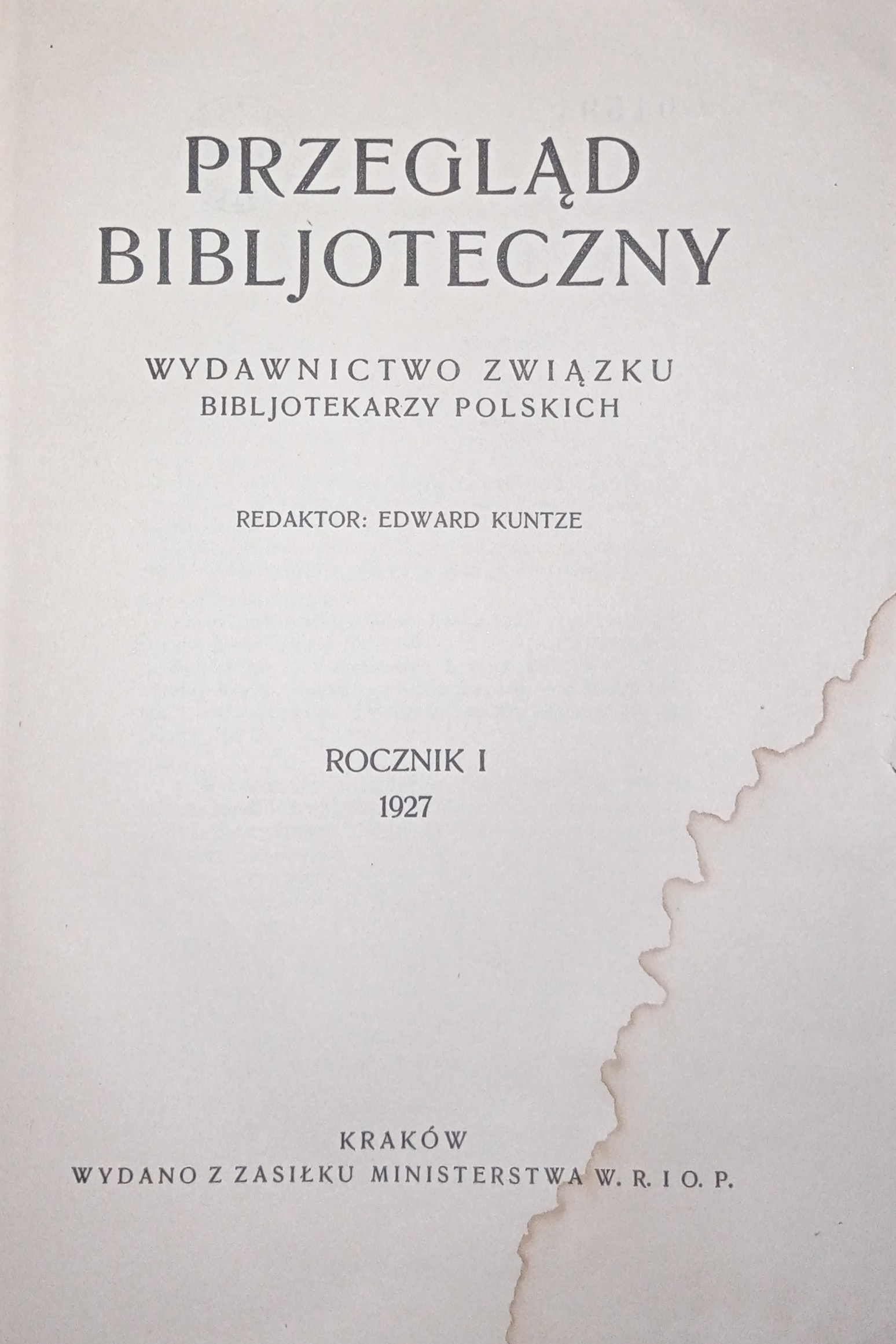
„Przegląd Bibljoteczny” Rocznik I 1927, karta tytułowa

- Wydawca: Stowarzyszenie Bibliotekarzy Polskich
- Redaktor naczelna: Elżbieta Barbara Zybert
- Ukazuje się od 1927

Przegląd Biblioteczny to najstarsze polskie czasopismo naukowe poruszające temat bibliotekoznawstwa. Zostało założone w 1927 jako kwartalnik – organ naukowy Związku Bibliotekarzy Polskich (obecnie: Stowarzyszenie Bibliotekarzy Polskich – SBP). Na łamach Przeglądu Bibliotecznego publikowane są artykuły przede wszystkim z zakresu współczesnego bibliotekarstwa, bibliotekoznawstwa i informacji naukowej.
Pierwszą próbę utworzenia polskiego czasopisma poświęconego teorii i praktyce bibliotekarstwa podjęło Towarzystwo Biblioteki Publicznej m.st. Warszawy, które w 1908 zaczęło wydawać kwartalnik pod długim tytułem „Przegląd Biblioteczny. Czasopismo ilustrowane poświęcone bibliotekoznawstwu, bibliotekarstwu i bibliografii”. Redaktorem tego czasopisma był Stefan Demby (1862–1939), późniejszy organizator i pierwszy dyrektor Biblioteki Narodowej. W latach 1908–1911 ukazało się 6 zeszytów kwartalnika, po czym został on zawieszony z powodów finansowych. Blisko dwadzieścia lat później, po odzyskaniu przez Polskę niepodległości S. Demby i inni działacze Związku Bibliotekarzy Polskich powrócili do pomysłu wydawania czasopisma naukowego polskich bibliotekoznawców i otrzymawszy na ten cel fundusze z Ministerstwa Wyznań Religijnych i Oświecenia Publicznego w 1927 zaczęli publikację pisma, którego pełny tytuł brzmiał „Przegląd Biblioteczny. Wydawnictwo Związku Bibliotekarzy Polskich. Centralny organ naukowy bibliotekarstwa polskiego”. Pierwszym jego redaktorem został Edward Kuntze, dyrektor Biblioteki Jagiellońskiej i zarazem przewodniczący Związku Bibliotekarzy Polskich, który kierował czasopismem w latach 1927–1939 i 1945–1948. Jego zastępcą został mianowany Aleksander Birkenmajer, jeden z najwybitniejszych reprezentantów polskiego bibliotekarstwa i nauki o książce okresu międzywojennego, a po drugiej wojnie światowej założyciel szkoły bibliotekoznawczej na Uniwersytecie Warszawskim. Sekretarzem redakcji został Józef Grycz, dyrektor Biblioteki Kórnickiej, organizator i popularyzator nowoczesnego bibliotekarstwa w Polsce.
Artykuły publikowane na łamach kwartalnika dotyczyły techniki bibliotekarskiej, historii i organizacji bibliotek toczono dyskusje o ustawie bibliotecznej, egzemplarzu obowiązkowym, utworzeniu biblioteki narodowej. Wśród autorów byli m.in. Marian Łodyński, Marian Kukiel, W. Horodyński, K. Buczek, Aleksander Birkenmajer, Henryk Barycz, Zofia Ameisenowa.
W okresie międzywojennym ukazało się 13 roczników „Przeglądu Bibliotecznego” wydawanego wówczas w Krakowie przez Bibliotekę Jagiellońską. Po wojnie w 1945 wznowiono jego wydawanie najpierw w postaci rocznika, a od 1946 r. ponownie w formie kwartalnika. Do 1948 r. czasopismo ukazywało się w Krakowie, a w 1949 jego redakcja przeniesiona została do Warszawy. W latach 1946–1953 kwartalnik był organem naukowym Związku Bibliotekarzy i Archiwistów Polskich, a od powołania w 1954 Stowarzyszenia Bibliotekarzy Polskich do chwili obecnej jest organem naukowym SBP. W latach 1972–2003 wydawany był wspólnie przez SBP i Bibliotekę Główną Polskiej Akademii Nauk, od 2005 ponownie wydawcą „Przeglądu Bibliotecznego” jest samodzielnie SBP.
Kolejnymi redaktorami kwartalnika byli Bohdan Horodyski (1949–1965), Zbigniew Daszkowski (1966–1968), Maria Dembowska (1969–1977), Barbara Sordylowa (1978–2003), Maria Lenartowicz (2004), Barbara Sosińska-Kalata (2005–2013, nr 3) oraz od 2013 (nr 4) – Elżbieta Barbara Zybert.
W 1978 powołana została rada redakcyjna czasopisma, której pierwszą przewodniczącą została Helena Więckowska, a w następnych latach Zbigniew Jabłoński, Krzysztof Migoń, Barbara Bieńkowska, Barbara Sosińska-Kalata i obecnie Jerzy Franke. Rada Redakcyjna Przeglądu Bibliotecznego liczy 16 osób – specjalistów bibliologii, bibliotekoznawstwa i informacji naukowej, praktyków oraz dyrektorów największych bibliotek. W jej skład wchodzi między innymi Profesor Mariola Antczak z Katedry Bibliotekoznawstwa i Informacji Naukowej UŁ.
Zakres tematyczny „Przeglądu Bibliotecznego” wyznacza współczesna problematyka szeroko rozumianych badań bibliotekoznawczych i bibliologicznych obejmująca różne aspekty funkcjonowania książki, biblioteki i informacji w społeczeństwie. Osią centralną tej problematyki jest naukowa refleksja o współczesnym bibliotekarstwie polskim i światowym oraz kierunkach jego rozwoju. Publikowane na łamach kwartalnika artykuły prezentują analizę różnych aspektów rzeczywistości biblioteczno-informacyjnej, dążąc do identyfikacji jakościowych różnic między stosowanymi rozwiązaniami praktycznymi, ale też nie stroniąc od uogólnień i konstatacji teoretycznych. Na łamach „Przeglądu Bibliotecznego” ukazują się artykuły poświęcone najważniejszym problemom i dokonaniom współczesnej nauki o książce, bibliotece i informacji.
Struktura treści „Przeglądu Bibliotecznego” zorganizowana jest w kilku działach, które kształtowały się stopniowo w osiemdziesięcioletnich dziejach kwartalnika i zachowują dość dużą stabilność m.in.:
- Artykuły, w którym publikowane są oryginalne rozprawy naukowe oraz z warsztatów badawczych, przeznaczony dla raportów z badań i prac o charakterze przyczynkarskim,
- Recenzje i przeglądy piśmiennictwa, gdzie zamieszczane są recenzje najbardziej wartościowych publikacji naukowych i krytyczne przeglądy bieżącego krajowego i zagranicznego piśmiennictwa dziedziny, Sprawozdania, gdzie publikowane są problemowe raporty z najciekawszych krajowych i zagranicznych konferencji naukowych.
- Kronika, prezentująca najważniejsze bieżące wydarzenia życia naukowego i zawodowego,
- Z życia SBP, w którym publikowane są sprawozdania z działalności Stowarzyszenia i jego agend,
- Współtwórcy polskiego bibliotekarstwa, w której zamieszczane są wywiady z wybitnymi przedstawicielami zawodu bibliotekarskiego i badaczami bibliotekoznawstwa i informacji naukowej.

Stałym dodatkiem do „Przeglądu Bibliotecznego” jest „Bibliografia Analityczna Bibliotekoznawstwa i Informacji Naukowej” – opracowywana w Instytucie Bibliograficznym Biblioteki Narodowej bibliografia analityczna zagranicznego piśmiennictwa dziedziny.
Zawartość „Przeglądu Bibliotecznego” jest rejestrowana w „Library and Information Science Abstracts” i „The Central European Journal of Social Sciences and Humanities”. Przegląd Biblioteczny znajduje się na ogłaszanej przez Ministerstwo Nauki i Szkolnictwa Wyższego liście czasopism punktowanych (za publikację w tym czasopiśmie autorzy otrzymują 9 punktów). W witrynie Elektronicznej Biblioteki – platformie cyfrowej SBP zamieszczane są spisy treści kolejnych zeszytów kwartalnika (od 2004) oraz abstrakty opublikowanych w nich artykułów. Z zawartością archiwalnych numerów Przeglądu Bibliotecznego można zapoznać się poprzez Bibliologiczną Bibliotekę Cyfrową.

## Toruńskie Studia Bibliologiczne
- Wydawca: Wydawnictwo Naukowe Uniwersytetu Mikołaja Kopernika
- Redaktor naczelna: Grażyna Gzella
- Ukazuje się od 2008

Czasopismo „Toruńskie Studia Bibliologiczne” pojawiło się na rynku w 2008. Jest to półrocznik wydawany przez Instytut Informacji Naukowej i Bibliologii Uniwersytetu Mikołaja Kopernika w Toruniu.
Inicjatywa ta wpisuje się w dotychczasowe tradycje wydawnicze ośrodka i tematycznie nawiązuje zarówno do ukazującej się w latach 1997–2007 serii „Bibliologia” (publikowanej w ramach zeszytów naukowych uczelni „Acta Universitatis Nicolai Copernici”), jak i wydawanej między 1999 a 2008 pozycji zbiorowej W kręgu prasy. Przeszłość – teraźniejszość – przyszłość. Mimo że obydwa tytuły cieszyły się dużą popularnością, a na ich łamach swoje artykuły zamieszczali zarówno pracownicy nauki, jak i reprezentanci środowiska bibliotekarskiego oraz przyszli adepci tego zawodu, w związku z przeorientowaniem polityki wydawniczej uczelni w kierunku zwiększania liczby ukazujących się w niej czasopism naukowych, publikowanie monografii, prac zbiorowych i serii znacznie ograniczono. U podstaw powołania własnego periodyku naukowego legły zatem dwa zasadnicze czynniki: chęć stworzenia platformy prezentacji własnych dokonań naukowych oraz potrzeba kontynuacji dotychczasowej działalności wydawniczej Instytutu.
Głównym założeniem „Toruńskich Studiów Bibliologicznych” jest publikacja prac przygotowywanych przez autorów młodszego i starszego pokolenia badaczy, reprezentujących różne subdyscypliny bibliologii. Czasopismo ma służyć szerokim kręgom bibliologicznym i stanowić pewnego rodzaju platformę prezentacji własnych dokonań naukowych oraz forum wymiany doświadczeń i dyskusji. Do publikacji na łamach Toruńskich Studiów Bibliologicznych przyjmowane są artykuły poruszające zagadnienia od szeroko pojętego księgoznawstwa (ruch wydawniczy, introligatorstwo, grafika książkowa, cenzura, kolekcjonerstwo, sztuka ekslibrisu), po informatologię (działalność informacyjna bibliotek i ośrodków informacji, nowe technologie w nauce o informacji, zautomatyzowane systemy wyszukiwania informacji, sieć Internet i zasoby cyfrowe).
„Toruńskie Studia Bibliologiczne” drukują materiały oryginale i tylko takie, których autor nie zamierza opublikować w innych czasopismach. Jedynym wymogiem redakcji jest to, aby zgłaszane teksty wnosiły istotny wkład do refleksji na temat współczesnych problemów badawczych szeroko pojętej bibliologii. Teksty nadsyłane do TSB są recenzowane zgodnie z wytycznymi obowiązującymi w czasopismach naukowych.
Dotychczas recenzentami poszczególnych numerów byli znani i szanowani w środowisku naukowym bibliolodzy, kolejno: Hanna Tadeusiewicz (Uniwersytet Łódzki), Jolanta Chwastyk-Kowalczyk (Uniwersytet Jana Kochanowskiego w Kielcach) oraz Krzysztof Woźniakowski (Uniwersytet Pedagogiczny im. KEN w Krakowie).
Od 2011 czasopismo jest indeksowane w międzynarodowych bazach: Index Copernicus oraz The Central European Journal of Social Sciences and Humanities, a także w bazach krajowych ARIANTA i Polska Bibliografia Bibliologiczna. Jest ono zarejestrowane również w zasobach WorldCat, Google Scholar, ViFaOst i LitDok.
Na początku 2012 redakcja czasopisma wystąpiła do Ministerstwa Nauki i Szkolnictwa Wyższego z wnioskiem aplikacyjnym o ewaluację tytułu. W wyniku przeprowadzonej oceny „Toruńskie Studia Bibliologiczne” znalazły się w wykazie czasopism naukowych otrzymując 4 punkty.
Komitet redakcyjny „Toruńskich Studiów Bibliologicznych” tworzą pracownicy Instytutu Informacji Naukowej i Bibliotekoznawstwa, a jego skład od początku ukazywania się Toruńskich Studiów Bibliologicznych jest niezmienny. Funkcję redaktora naczelnego pełni Grażyna Gzella, zaś za proces obiegu prac (recenzja wewnętrzna, wysyłanie prac do recenzentów, sugerowanie redaktorowi decyzji po otrzymaniu recenzowanej pracy itp.) odpowiadają Wanda A. Ciszewska oraz Małgorzata Kowalska. Jednocześnie osoby te pełnią rolę redaktorów tematycznych w zakresie bibliologii i informatologii. Stanowisko sekretarza redakcji sprawuje Mariusz Jarocki, do obowiązków którego należy aktualizacja i zarządzanie stroną internetową czasopisma.
„Toruńskie Studia Bibliologiczne” wydawane są w języku polskim z anglojęzycznymi streszczeniami. Ukazują się w nakładzie 300 egzemplarzy regularnie dwa razy w roku.
Najbardziej obszerny jest dział PROBLEMY, BADANIA, HIPOTEZY. Podobnie zasobny pod względem liczebnym jest dział ARTYKUŁY. Oba działy są najbardziej wartościowe pod względem merytorycznym, bowiem zawierają oryginalne prace badawcze. Pozostałe działy: RECENZJE, OMÓWIENIA I PRZEGLĄDY PIŚMIENNICTWA oraz OKOLICE BIBLIOLOGII służą wtórnemu upowszechnianiu wiedzy poprzez popularyzację już opublikowanych prac oraz przybliżanie tematyki konferencji, zjazdów czy sympozjów.
Rozpatrując autorów artykułów zamieszczanych w Toruńskich Studiach Bibliologicznych pod względem ich miejsca zatrudnienia łatwo zauważyć, iż są to w znacznej mierze osoby związane ze środowiskiem naukowym. Są to pracownicy bibliologicznych instytutów i katedr uniwersyteckich, ale również przedstawiciele różnego typu bibliotek naukowych.
Czasopismo posiada własną, tworzoną przez zespół redakcyjny, dwujęzyczną (polską i angielską) stronę internetową. Wszyscy zainteresowani publikowaniem na łamach pisma mogą na niej znaleźć informacje o składzie redakcji, numer bieżący oraz spisy treści numerów archiwalnych, szczegółową instrukcję wydawniczą, odnośniki do baz danych indeksujących periodyk, a także pełnotekstowe wersje numerów.

## Zagadnienia Informacji Naukowej
- Wydawca: Stowarzyszenie Bibliotekarzy Polskich i Instytut Informacji Naukowej i Studiów Bibliologicznych Uniwersytetu Warszawskiego
- Redaktor naczelna: Barbara Sosińska-Kalata
- Ukazuje się od 1962

Zagadnienia Informacji Naukowej mają już prawie pięćdziesięcioletnią tradycję, są kontynuacją ukazującego się w latach 1962–1971 Biuletynu Ośrodka Dokumentacji i Informacji Naukowej PAN. Od 1972 półrocznik ten wydawany jest pod obecnym tytułem, do 1993 roku przez Ośrodek Informacji Naukowej Polskiej Akademii Nauk, a po likwidacji tej instytucji od 1994 przez Instytut Bibliotekoznawstwa i Informacji Naukowej Uniwersytetu Warszawskiego (obecnie Instytut Informacji Naukowej i Studiów Bibliologicznych) Uniwersytetu Warszawskiego oraz Stowarzyszenie Bibliotekarzy Polskich.
Głównym celem czasopisma Zagadnienia Informacji Naukowej jest zapewnienie forum dla rozpowszechniania artykułów naukowych i wyników badań z zakresu nauki o informacji oraz innych dyscyplin, w których podejmowane są analizy społecznych i technologicznych aspektów działalności informacyjnej prowadzonej w różnych sferach współczesnego życia społecznego. Czasopismo służyć ma również rozpowszechnianiu krytycznych recenzji i omówień publikacji z tego zakresu oraz problemowych sprawozdań z ważnych konferencji poświęconych współczesnym problemom informacyjnym.
W minionym pięćdziesięcioleciu Zagadnienia Informacji Naukowej były czasopismem publikującym teksty wyłącznie po polsku, a zatem adresowanym tylko do czytelnika polskiego. Od numeru 102 (2013/2) czasopismo zabiega również o czytelnika międzynarodowego, a na jego łamach publikowane są teksty w dwóch językach – polskim i angielskim.
W nowej formie czasopismo ukazuje się pod rozszerzonym tytułem: ZIN – Studia Informacyjne. Dodany podtytuł podkreśla interdyscyplinarny charakter jego profilu tematycznego, który obejmuje szeroki zakres problemów podejmowanych przez dyscypliny akademickie i dziedziny działalności zawodowej związane z zapewnianiem dostępu do utrwalonych zasobów informacji i wiedzy oraz ich wykorzystywaniem przez współczesnego człowieka i współczesne społeczeństwo. Czasopismo publikuje też artykuły prezentujące teoretyczną refleksję o praktycznej działalności informacyjnej prowadzonej w różnych dziedzinach i obszarach życia społecznego, a także wyniki badań służących poznaniu różnych uwarunkowań tej działalności oraz doskonaleniu jej metod i narzędzi.
Na łamach ZIN publikowane są także artykuły poświęcone metodologii badań informatologicznych, historii nauki o informacji oraz edukacji w zakresie nauki o informacji.
Profil tematyczny półrocznika ZIN – Studia Informacyjne obejmuje m.in. problematykę:
- nauki o informacji w powiązaniu z bibliotekoznawstwem, archiwistyką, muzeologią innymi dyscyplinami zajmującymi się problematyką zachowania i zapewnienia dostępu do dziedzictwa nauki i kultury,
- zarządzania informacją i wiedzą,
- komunikacji naukowej i cyfrowej komunikacji naukowej,
- organizacji informacji i wiedzy,
- teorii i praktyki metadanych,
- zagadnienia Web 2.0,
- zagadnienia Sieci Semantycznej,
- architektury informacji,
- projektowania użytecznych serwisów informacyjnych,
- interakcji człowiek – komputer,
- przetwarzania języka naturalnego,
- wyszukiwania informacji,
- wykorzystywania informacji i zachowań informacyjnych użytkowników,
- społecznej recepcji nowoczesnych technologii informacyjnych,
- kompetencji informacyjnych i cyfrowych,
- polityki informacyjnej,
- etyki informacyjnej.

Zagadnienia Informacji Naukowej – Studia Informacyjne adresowane są do wykładowców, badaczy i studentów nauki o informacji, a także praktyków działalności informacyjnej, krytycznie analizujących metody i narzędzia jej realizacji w różnych środowiskach dziedzinowych i organizacyjnych oraz polityków i donatorów działalności informacyjnej w różnych dziedzinach. Lektura czasopisma może też zainteresować wykładowców, studentów i badaczy innych dyscyplin, które zajmują się równymi aspektami funkcjonowania informacji we współczesnym świecie.
Publikowane teksty podzielone są na trzy działy formalne:
1. Rozprawy. Badania. Materiały.
2. Recenzje i omówienia.
3. Kronika.
W składzie 19 osobowej Rady Redakcyjnej znajdują się profesorowie i eksperci z zakresu informacji naukowej i bibliotekoznawstwa w tym większość z uczelni zagranicznych. Obecną redaktor naczelną półrocznika jest Barbara Sosińska-Kalata.
Zagadnienia Informacji Naukowej znajdują się na liście B czasopism punktowanych Ministerstwa Nauki i Szkolnictwa Wyższego. Czasopismo jest indeksowane w bazach: Central European Journal in Social Sciences and Humanities (CEJSH), Cambridge Scientific Abstracts (CSA), Library and Information Science and Technology Abstracts (LISTA), Polska Bibliografia Bibliologiczna (PBB).
Starsze numery Zagadnień Informacji Naukowej w postaci zdigitalizowanej dostępne są na stronach Bibliologicznej Biblioteki Cyfrowej oraz poprzez Archiwum Cyfrowe SBP. Ich digitalizację dofinansowano ze środków Programu Dziedzictwo Cyfrowe, zarządzanego przez Narodowy Instytut Audiowizualny.

## Roczniki Biblioteczne
- Wydawca: Uniwersytet Wrocławski
- Redaktor naczelny: Maciej Matwijów
- Ukazuje się od 1956

Jest to ogólnopolskie czasopismo naukowe z zakresu nauki o książce i bibliotekoznawstwa. Publikuje opracowania dotyczące:
- teorii i metodologii bibliologii i bibliotekoznawstwa i dziedzin pokrewnych,
- historii książki i bibliotek w Polsce i w świecie,
- współczesnego bibliotekarstwa, zwłaszcza w odniesieniu do bibliotek naukowych,
- kształcenia pracowników książki i bibliotek.

Oprócz oryginalnych prac naukowych zamieszczane są materiały źródłowe, recenzje polskich i zagranicznych publikacji specjalistycznych, kronika życia naukowego.
Roczniki Biblioteczne są wydawane przez Uniwersytet Wrocławski i jest to kolejny tytuł z listy Ministerstwa (za publikację na łamach tego czasopisma autorzy otrzymują 5 punktów). Instytucją sprawczą jest Ministerstwo Nauki i Szkolnictwa Wyższego zaś wydawcą Wydawnictwo Uniwersytetu Wrocławskiego.
Artykuły publikowane na łamach czasopisma są przyporządkowane do takich działów formalnych jak: artykuły, materiały, recenzje i przeglądy, kronika, nekrologi. Wszystkie teksty przeznaczone do dwóch pierwszych działów są recenzowane.
Roczniki istnieją od roku 1956, kiedy to na wniosek Komisji dla Spraw Bibliotek Rady Głównej Szkolnictwa Wyższego powołano je do życia jako „organ bibliotek szkół wyższych”. Inicjatorem czasopisma i jego pierwszym redaktorem był Antoni Knot (1904–1982), ówczesny dyrektor Biblioteki Uniwersyteckiej we Wrocławiu, bardzo zasłużony dynamiczny organizator życia naukowego we Wrocławiu, współtwórca akademickiego ośrodka kształcenia bibliotekarzy w Uniwersytecie Wrocławskim.
Antoni Knot był redaktorem naczelnym „Roczników Bibliotecznych” do 1980. W latach 1981–1996 funkcję tę pełniła Kazimiera Maleczyńska, a od 1997 do 2014 Anna Żbikowska-Migoń z Instytutu Informacji Naukowej i Bibliotekoznawstwa UWr. Od 2015 roku redaktorem naczelnym jest Maciej Matwijów. Wieloletnim kompetentnym i zasłużonym sekretarzem redakcji była Aleksandra Mendykowa (1926–2000). Redakcja od początku istnienia czasopisma jest zlokalizowana w Instytucie Informacji Naukowej i Bibliotekoznawstwa Uniwersytetu Wrocławskiego (początkowo: Katedrą Bibliotekoznawstwa) i powiązana z tym Instytutem personalnie.
Skład komitetu redakcyjnego ulegał zmianom, ale zawsze byli w nim obecni przedstawiciele kadry kierowniczej naukowych bibliotek polskich, wybitni bibliotekarze-praktycy, łączący swe zawodowe działania z twórczą pracą badawczą, a także reprezentanci akademickiego bibliotekoznawstwa. W ciągu lat byli wśród nich m.in.: Zbigniew Binerowski, Radosław Cybulski, Zbigniew Jabłoński, Janusz Kapuścik, Józef Korpała, Zbigniew Nowak, Jan Pirożyński, Jan Sójka, Irena Treichel, Jan Wróblewski, Zbigniew Żmigrodzki.
Do 1980 ukazywały się rocznie dwa tomy, o objętości ok. 50 arkuszy wydawniczych każdy. Pozwalało to na druk obszernych rozpraw. Kryzys lat osiemdziesiątych przyniósł stopniowe zmniejszanie się objętości czasopisma, a drastyczne załamanie nastąpiło w 1989 – od tego czasu ukazuje się jeden tom rocznie o objętości 15–20 arkuszy wydawniczych.
Ambicją redakcji było – mimo tej trudnej sytuacji – zachowanie wysokiej rangi czasopisma i jakości publikowanych tekstów. Starania te zaowocowały zakwalifikowaniem periodyku przez zespoły ekspertów Komitetu Badań Naukowych i Ministerstwa Nauki i Szkolnictwa Wyższego do grupy czasopism wysoko punktowanych. W latach 1957–1994 „Roczniki Biblioteczne” wydawane były przez Państwowe Wydawnictwo Naukowe. Od roku 1995 instytucją wydawniczą jest Wydawnictwo Uniwersytetu Wrocławskiego.
Zawartość „Roczników Bibliotecznych” jest indeksowana w „Polskiej Bibliografii Bibliologicznej”, „Polskiej Bibliografii Literackiej”, w „Annual Bibliography of the Printed Books and Libraries” – obecnie „Book History Online”, w bazie CEJSH.
Od 2008 roku pełne teksty „Roczników Bibliotecznych” są dostępne odpłatnie w bazie „Czasopisma Naukowe w Sieci”.

## Rocznik Biblioteki Narodowej
- Wydawca: Biblioteka Narodowa
- Redaktor naczelny: Tomasz Makowski
- Ukazuje się od 1965

Jest to czasopismo naukowe poświęcone szeroko rozumianej kulturze piśmiennej oraz jej funkcjonowaniu zarówno w perspektywie historycznej, jak współczesności. Tematyka materiałów zawartych w „Roczniku BN” dotyczy przede wszystkim bibliologii, bibliotekoznawstwa, historii wraz z naukami pomocniczymi, historii sztuki, muzykologii, edytorstwa i prasoznawstwa.
Główną wersją czasopisma jest wydanie drukowane. Jednakże archiwalne numery Rocznika są dostępne w wersji PDF na stronie internetowej Biblioteki Narodowej (do 2008 roku). Czasopismo znajduje się na liście czasopism punktowanych Ministerstwa Nauki i Szkolnictwa Wyższego – autorzy artykułów opublikowanych w Roczniku otrzymują 6 punktów.
Do 2010 roku redaktorem naczelnym była dr Halina Tchórzewska-Kabata, a od 2011 jest nim Tomasz Makowski – dyrektor BN. Komitet redakcyjny związany jest głównie z Instytutem Informacji Naukowej i Studiów Bibliologicznych UW bowiem w jego skład wchodzą między innymi prof. dr hab. Paulina Buchwald-Pelcowa, prof. dr hab. Jadwiga Kołodziejska, prof. dr hab. Barbara Elżbieta Zybert.
Rada naukowa:
- prof. dr hab. Paulina Buchwald-Pelcowa,
- dr hab. Roman Chymkowski,
- dr Tomasz Makowski,
- dr Monika Mitera,
- dr Sigitas Narbutas,
- dr Grzegorz Płoszajski[7].

## Acta Universitatis Lodziensis. Folia Librorum
- Wydawca: Uniwersytet Łódzki
- Redaktor naczelna: Jadwiga Konieczna
- Ukazuje się od 1989

Publikację zeszytów naukowych Uniwersytetu Łódzkiego Acta Universitatis Lodziensis, Folia Librorum poprzedziły dwie serie:
- Acta Universitatis Lodziensis. Seria 1, Nauki Humanistyczno-Społeczne (wydawane w latach 1975–1980),
- Acta Universitatis Lodziensis. Folia Scientiarum Artium et Librorum (z lat 1981–1987).

W nocie Od redakcji w pierwszym tomie z 1989 czytamy o powołaniu nowego wydawnictwa zbiorowego z podtytułem Folia Librorum poświęconego problematyce księgoznawczej, bibliotekoznawczej i zagadnieniom z zakresu informacji naukowej. Zaprzestano tym samym publikowania poprzedniego tytułu, poruszającego jedynie częściowo kwestie bibliologiczne. Redakcja zapowiedziała, że wydawnictwo „ukazywać się będzie raz w roku i zawierać jedną pracę lub kilka artykułów różnych autorów o zbliżonej tematyce”.
Opracowania redakcyjnego Folia Librorum od początku podjęli się pracownicy dwóch placówek naukowych Uniwersytetu: Katedry Bibliotekoznawstwa i Informacji Naukowej oraz Biblioteki Uniwersyteckiej. Zamierzano publikować i upowszechniać „przede wszystkim dorobek zatrudnionych w nich bibliotekoznawców i bibliotekarzy”.
Zespół Redakcyjny:
W skład redakcji Folia Librorum w latach 1989–2002 wchodzili: redaktor naczelna Hanna Tadeusiewicz – kierownik łódzkiej Katedry Bibliotekoznawstwa i Informacji Naukowej, Janusz Dunin – dyrektor Biblioteki Uniwersytetu Łódzkiego, Jan Janiak, Jerzy Andrzejewski i Bogumił Karkowski. Od zeszytu 4 z 1993 na stronie redakcyjnej nie wymieniano w składzie zespołu Jana Janiaka. W latach 2003–2008 zeszyty naukowe, numery 12−14, ukazały się pod redakcją Stanisławy Kurek-Kokocińskiej. Redakcję naukowo-dydaktyczną w latach 2005–2006 zasilali nadal Janusz Dunin i Jerzy Andrzejewski, krótko funkcję sekretarza pełniły kolejno Magdalena Rzadkowolska i Magdalena Przybysz-Stawska. W 2009 powołano zespół w składzie: kierownik Katedry Bibliotekoznawstwa Jadwiga Konieczna – redaktor naczelna, Evelina Kristanova – sekretarz, dyrektor BUŁ Maria Wrocławska, Alicja Mazan-Mazurkiewicz, Magdalena Rzadkowolska i Magdalena Przybysz-Stawska. W następnych latach nastąpiły kolejne zmiany: stanowisko sekretarza zajęła Agata Walczak-Niewiadomska, w skład Redakcji wszedł też nowo mianowany dyrektor BUŁ – Tomasz Piestrzyński. Powołano również redaktora statystycznego.
Dążeniem redakcji jest, aby łamy Folia Librorum były otwarte dla autorów z różnych ośrodków bibliotekoznawczych w Polsce i za granicą. Do grona piszących zaprasza się bibliotekarzy naukowych pracujących w różnych książnicach publicznych i naukowych w Polsce, jak również teoretyków bibliologii i informatologii.
Folia Librorum jako wydawnictwo naukowe jest recenzowane. Recenzentami poszczególnych zeszytów byli znani bibliolodzy, naukowcy i wykładowcy uniwersyteccy, m.in.:
- Zofia Gaca-Dąbrowska (nr 1, 2, 9),
- Janusz Kapuścik (nr 3),
- Radosław Cybulski (nr 3, 5),
- Anna Żbikowska-Migoń (nr 6),
- Barbara Sordylowa (nr 7),
- Bronisława Woźniczka-Paruzel (nr 8, 9, 10, 11),
- Wiesław Babik (nr 12), Oskar Czarnik (nr 13),
- Grażyna Gzella (nr 15).

W 2007 publikacja stała się czasopismem punktowanym Ministerstwa Nauki i Szkolnictwa Wyższego, uzyskując cztery punkty za zamieszczone w niej artykuły naukowe. W 2009 podwyższono punktację do sześciu.
Mimo ambitnych założeń numery Folia Librorum nie zawsze ukazywały się regularnie w odstępie rocznym. W początkowych latach 1989–1993 redakcji udawało się dostarczać odbiorcom serię zeszytów jako rocznik. W tym okresie publikowano w formie monografii głównie dorobek naukowy pracowników Katedry Bibliotekoznawstwa. Przerwy wystąpiły natomiast w latach: 1996, 2000, 2002, 2004, 2008, 2011–2012; ostatnią spowodowała zmiana składu redakcji.
Układ:
Każdy numer Folia Librorum zaopatrzono w spis treści. Redakcja powołana w 2009 wprowadziła podział zawartości na działy. Zainicjowano nowy dział obejmujący sprawozdania, recenzje i przeglądy piśmiennictwa. W numerze 16. pojawiła się również część poświęcona prasie. Seria „Folia Librorum” ma własną stronę internetową dostępną pod adresem: https://web.archive.org/web/20150202054709/http://www.kbin.uni.lodz.pl/kbin/index.php/folia-librorum/o-czasopimie. Zawartość wszystkich wydanych dotąd tomów jest na niej dostępna w wersji pełnotekstowej. Warunkiem zamieszczenia artykułów w sieci jest zakończenie sprzedaży pisma w formie drukowanej. Na stronie domowej autorzy mogą znaleźć informacje o warunkach przyjęcia tekstu przez redakcję, jak też bardziej szczegółowe dane o sposobie tworzenia przypisów.
Część zeszytów „Acta Universitatis Lodziensis” miała charakter monograficzny. Kolejne wydania jeszcze z podtytułem „Artium et Librorum” stanowiły dorobek naukowy pracowników Katedry Bibliotekoznawstwa Uniwersytetu Łódzkiego, m.in. numer 4 i 5 to dwie rozprawy habilitacyjne opublikowane w tym samym roku: Hanny Tadeusiewicz i Janusza Dunina. W ramach zeszytu 9 ukazała się rozprawa doktorska Marii Majzner. Tradycję wydawania zeszytów monograficznych utrzymano również po zmianie podtytułu na „Folia Librorum”. Pierwszy zeszyt nowej serii zapełniła praca doktorska Jadwigi Koniecznej. Po niej bez numeracji i w nieco zmienionej szacie graficznej (na okładce na białym pasku umieszczono nazwę „Acta Universitatis Lodziensis”) ukazało się opracowanie Anny Sitarskiej Systemowe badanie bibliotek. Studium metodologiczne (Łódź, 1990).
Obecnie oprócz zagadnień związanych z historią książki i bibliotek w najnowszych zeszytach Folia Librorum prezentowane są wyniki badań naukowych nie tylko środowiska łódzkich bibliologów i bibliotekarzy, ale także dokonania przedstawicieli innych uczelni i bibliotek. Nie brakuje również omówień współczesnej problematyki bibliotekarskiej, księgoznawczej i prasoznawczej.
„Acta Universitatis Lodziensis. Folia Librorum” od nr. 1 z 2014 r. wydawane jest jako półrocznik. Czasopismo jest indeksowane w bazach Index Copernicus, BazHum, CEJSH.

## Ruch Wydawniczy w Liczbach
- Wydawca: Biblioteka Narodowa w Warszawie
- Redaktor: Anna Seroka
- Ukazuje się od 1955

Jest unikalnym zbiorem danych na temat ukazujących się na terenie Polski wydawnictw zwartych i periodycznych. Pierwszy próbny zeszyt ukazał się w 1955. Kolejne zeszyty od tej pory ukazywały się w cyklu rocznym, prezentując dane za rok ubiegły.
Materiałem dla statystyki jest nadsyłany do Biblioteki Narodowej egzemplarz obowiązkowy druków, opublikowanych przez wydawców mających swoją siedzibę na terenie kraju. W statystyce ujmuje się te wydawnictwa nieperiodyczne, które zarejestrowane zostały w bieżącej bibliografii narodowej – Przewodniku Bibliograficznym. Urzędowym Wykazie Druków Wydanych w RP. Wydawnictwa periodyczne (gazety i czasopisma) opracowywane są bezpośrednio na podstawie kolejnych zeszytów nadsyłanych jako egzemplarz obowiązkowy.
Układ rocznika:
Rocznik składa się z trzech części – w pierwszej prezentowane są wydawnictwa zwarte, w drugiej wydawnictwa ciągłe, część trzecia zawiera obszerne zestawienia retrospektywne. W tablicach początkowych części pierwszej i drugiej przedstawione są dane dotyczące wszystkich wydanych tytułów m.in. według wydawców i miejsca wydania, a w dalszych tablicach – szczegółowe informacje na temat poszczególnych typów wydawnictw.
Dla książek, gazet i czasopism duże znaczenie mają tablice wydawców, które w powiązaniu z tablicami miejsca wydania dają obszerny materiał ilustrujący przeobrażenia na polskim rynku wydawniczym. Informacje zawarte w tablicach retrospektywnych dają obraz rozwoju i zmian w ruchu wydawniczym od 1944. W tej części zamieszczane są m.in. tablice przedstawiające dorobek poszczególnych pisarzy polskich i obcych oraz najczęściej wydawane w Polsce dzieła polskiej i obcej literatury pięknej.
Od rocznika 56 (2010) „Ruch Wydawniczy w Liczbach” ukazuje się jako dokument elektroniczny dostępny online na stronie Biblioteki Narodowej.

## Rocznik Biblioteki Uniwersytetu Jana Kochanowskiego
- Wydawca: Biblioteka Uniwersytetu Jana Kochanowskiego w Kielcach
- Redaktor: Henrych Suchojad
- Ukazuje się od 2009

Dotychczas drukiem ukazały się dwa tomy. Pierwszy tom, z racji przypadającego w 2009 Jubileuszu Czterdziestolecia Powstania Uczelni i Biblioteki, poświęcono wybranym aspektom działalności Biblioteki w latach 1969–2009. Obecnie przygotowywany jest do druku tom 3-4, w którym po każdym artykule zamieszczone będą streszczenia w języku angielskim. Również spis treści będzie w tym języku.
Tematyka:
Zakres tematyczny publikacji obejmuje głównie dwie dyscypliny naukowe bibliotekoznawstwo i informację naukową oraz nauki historyczne. W związku z tym w czasopiśmie artykuły i materiały zamieszczane są w dwóch blokach tematycznych:
1. Biblioteka, książka, czytelnictwo.
2. Społeczeństwo, historia, kultura.
Każdy tom zamyka dział: Z życia Biblioteki, w którym znajdują się są najważniejsze informacje dotyczące różnych aspektów funkcjonowania Biblioteki w poszczególnych latach.
Ze względu na tematykę zamieszczanych artykułów „Rocznik Biblioteki UJK” adresowany jest do szerokiego grona czytelników, m.in.: bibliotekarzy, historyków, regionalistów, pracowników naukowych i studentów.
Zespół Redakcyjny:
- Jolanta Drążyk (sekretarz redakcji),
- Grażyna Gulińska,
- Joanna Nowak,
- Karolina Wicha.

Rada naukowa:
W 2010 została powołana Rada Naukowa w składzie:
- prof. dr hab. Marek Czapliński – Uniwersytet Wrocławski,
- prof. dr hab. Marcin Drzewiecki – Biblioteka Narodowa,
- prof. dr hab. Danuta Hombek – Uniwersytet Jana Kochanowskiego w Kielcach,
- prof. dr hab. Zdzisław Pietrzyk – Biblioteka Jagiellońska,
- prof. dr hab. Hanna Tadeusiewicz – Uniwersytet Łódzki,
- prof. dr hab. Jerzy Zdrada – emerytowany pracownik naukowy Uniwersytetu Jagiellońskiego,
- dr Henryk Suchojad – Biblioteka Uniwersytecka w Kielcach.

Recenzenci:
Tom 1: 2009 – prof. dr hab. Zdzisław Pietrzyk,
Tom 2: 2010 – prof. dr hab. Hanna Tadeusiewicz.

## Roczniki Biblioteki PAN i PAU w Krakowie
- Wydawca: Biblioteka PAN i PAU w Krakowie
- Redaktor: dr Karolina Grodziska (od 1997)
- Ukazuje się od 1956

Rocznik Biblioteki Naukowej PAU i PAN w Krakowie jest ogólnopolskim periodykiem naukowym ukazującym się regularnie od 1956 roku (do 1999 jako „Rocznik Biblioteki Polskiej Akademii Nauk w Krakowie”). Poświęcony jest szeroko rozumianej kulturze piśmienniczej oraz jej funkcjonowaniu w perspektywie historycznej. Tematyka materiałów publikowanych w Roczniku dotyczy przede wszystkim historii wraz z naukami pomocniczymi, historii sztuki (w tym grafiki), historii literatury, historii nauki, bibliologii i prasoznawstwa, omawianych przez badaczy polskich i zagranicznych.
Część artykułów i edycji tekstów źródłowych, pisanych również przez pracowników Biblioteki, opartych jest na własnych bogatych zasobach, głównie Zbiorów Specjalnych i Gabinetu Rycin.
Główną wersją czasopisma jest wydanie drukowane.
Na stronie Biblioteki Polskiej Akademii Nauk i Polskiej Akademii Umiejętności możemy zapoznać się ze spisami treści poszczególnych roczników.
Zespół Redakcyjny:
- dr Karolina Grodziska (redaktor naczelna),
- dr hab. Ewa Danowska,
- prof. Julian Dybiec,
- mgr Joanna Dziewulska,
- prof. Irena Homola-Skąpska,
- prof. Jan Małecki,
- prof. Jacek Purchla,
- mgr Krystyna Szymurowa[11].

## Biuletyn Biblioteki Jagiellońskiej
- Wydawca: Uniwersytet Jagielloński w Krakowie
- Redaktor: Andrzej Obrębski (od 2003)
- Ukazuje się od 1949 jako półrocznik

Biuletyn Biblioteki Jagiellońskiej pojawił się w 1949 jako kilkunastostronicowy kwartalnik, rejestrujący wyłącznie znaczniejsze nowości wydawnicze, które wpływały do biblioteki. Stanowił on nawiązanie rozpowszechnianego przez Bibliotekę Jagiellońską w latach 1928–1938, również metodą powielaczową „Spisu Ważniejszych Przybytków”.
W 1953 kwartalnik, którego treść została rozszerzona o rozprawki i artykuły naukowe, publikowany był wciąż w formie maszynopisu powielanego i zmienił nazwę po raz pierwszy („Biuletyn Biblioteki Jagiellońskiej w Krakowie oraz Bibliotek, Instytutów, Seminariów i Zakładów Uniwersytetu Jagiellońskiego”), w 1954 stało się to raz drugi („Biuletyn Miesięczny Biblioteki Jagiellońskiej”) i w 1955 po raz trzeci („Biuletyn Miesięczny”).
W 1956 pojawiły się w nim ilustracje. Powrót do pierwotnej nazwy nastąpił w 1957. Wtedy też po raz pierwszy „Biuletyn” otrzymał formę drukowaną, nadto z miesięcznika stał się półrocznikiem. W kolejnym roku (1958) część jego nakładu zaczęła stanowić przedmiot wymiany z bibliotekami zagranicznymi. Wtedy też ustaliło się dzisiejsze brzmienie tytułu czasopisma: „Biuletyn Biblioteki Jagiellońskiej”. W roku 1960 włączono je do składu wydawnictw Uniwersytetu Jagiellońskiego.
W „Biuletynie Biblioteki Jagiellońskiej” zamieszczane są niepublikowane oryginalne artykuły naukowe, obejmujące swym zakresem kwestie związane z szeroko pojętym bibliotekarstwem, w szczególności zaś prezentowane są wielotematyczne zawartości zbiorów bibliotek, z Biblioteką Jagiellońską na czele. Preferowana jest między innymi problematyka szeroko pojmowanej działalności bibliotecznej – katalogi komputerowe, konserwacja zbiorów, analizy obrazu wynikającego z różnorakich aspektów ankiet przeprowadzanych wśród czytelników. Od lat chętnie uwzględniane są materiały biograficzne, a także edycje źródeł historycznych bez względu na okres, którego dotyczą, publikowane są przedruki korespondencji, rozprawki historyczne w ogólności, a w szczególności te, których źródło tkwi zauważalnie w rękopiśmiennych materiałach znajdujących się w Bibliotece Jagiellońskiej. W szczególnych przypadkach mogą też być uwzględnione prace luźniej związane z szeroko pojętą humanistyką.
Zespół Redakcyjny:
Redaktor naczelny: Andrzej Obrębski
Redaktorzy tematyczni:
- Krzysztof Zamorski (historia),
- Zdzisław Pietrzyk (historia, bibliologia),
- Monika Jaglarz (bibliotekoznawstwo),
- Jerzy Grygiel (historia),
- André Séguenny (filozofia),

Redaktorzy językowi:
- Joanna Pypłacz (język angielski),
- Danuta Patkaniowska (język polski)[12].

## Z badań nad książką i księgozbiorami historycznymi
- Wydawca: Instytut Informacji Naukowej i Studiów Bibliologicznych Uniwersytetu Warszawskiego
- Redaktor: Jacek Soszyński
- Ukazuje się od 1975

Rocznik ten powstał w wyniku przekształcenia serii wydawniczej, ukazującej się pod podobnym, choć nieco różniącym się tytułem „Z Badań nad Polskimi Księgozbiorami Historycznymi”, założonym w połowie lat siedemdziesiątych z inicjatywy prof. dr hab. Barbary Bieńkowskiej. Pierwotny zamysł wydawnictwa był bardzo skromny – chodziło o stworzenie forum dla ogłaszania efektów prac badawczych prowadzonych przez grono uczniów redaktorki i osób związanych z jej seminarium i pracami naukowymi. Skromna była także szata zewnętrzna pierwszych zeszytów serii, ukazujących się w technice powielaczowej. Okazało się jednak, że seria spotkała się z pozytywnym odzewem środowiska, i że pierwsze trzy numery nie wyczerpały „podaży” prac, a wręcz przeciwnie, uruchomiły nowe badania, które zaowocowały nowymi propozycjami artykułów do druku.
Ukazujące się tomy, od numeru czwartego przybrały charakter tematyczny. Każdy miał za zadanie zgrupować artykuły związane z konkretną, choć dość szeroko zakreśloną tematyką badawczą, na przykład: książka rękopiśmienna, księgozbiory miejskie i mieszczański, zbiory specjalne itd.
W 1993 przyjaciele, koledzy i współpracownicy przygotowali księgę pamiątkową dla profesor Bieńkowskiej, która została wydana jako tom specjalny serii (poza numeracją ogólną i pod redakcją Marianny Mlekickiej), a tytuł który jej nadano – Bibliologia dyscypliną integrującą – podsumowywał dorobek i serii, i jej twórczyni.
Barbara Bieńkowska redagowała pismo do początku lat dziewięćdziesiątych, wydając piętnaście tomów. Odchodząc na emeryturę przekazała kierowanie uznanym już przedsięwzięciem naukowo-wydawniczym swemu bliskiemu współpracownikowi profesorowi Józefowi Wojakowskiemu. Zmiana redaktora naczelnego naturalną koleją rzeczy wkrótce odzwierciedliła się w koncepcji i praktyce wydawania kolejnych tomów „Z Badań nad Polskimi Księgozbiorami Historycznymi”. Józef Wojakowski zrezygnował z pomysłu kompletowania tomów tematycznych.
Obecnie tematyka pisma dotyczy: problematyki książki rękopiśmiennej w dobie przed wynalezieniem druku oraz dziejów książek i księgozbiorów również znajdujących się za granicą.
Układ:
- Artykuły,
- analizy i interpretacje,
- platforma cyfrowa dziejów książki,
- materiały,
- recenzje,
- notatki recenzyjne,
- kronika[13].

## Notes Konserwatorski
- Wydawca: Biblioteka Narodowa
- Redaktor: Agata Lipińska
- Ukazuje się od 1998 jako rocznik

Czasopismo poświęcone problematyce ochrony i konserwacji zbiorów, stworzone z myślą o ogólnopolskim środowisku konserwatorów książki. Szeroka formuła umożliwia publikację specjalistycznych tekstów, materiałów sprawozdawczych i publicystycznych. Seria zaprojektowana została w bogatej szacie graficznej, z barwnymi ilustracjami. Ukazuje się jako rocznik. Notes dostępny jest na stronie Biblioteki Narodowej.
Układ:
- Polityka ochrony i konserwacji zbiorów,
- Ocena stanu zachowania polskich zbiorów w kraju i za granicą,
- Fizyka, chemia, mikrobiologia w ochronie i konserwacji zbiorów,
- Z praktyki konserwatora,
- Analiza i metodologia w konserwacji,
- Konferencje, warsztaty, szkolenia,
- Recenzje,

Zespół Redakcyjny:
- Przewodnicząca: Ewa Potrzebnicka,
- prof. dr hab. Elżbieta Jabłońska,
- dr hab. Marzena Ciechańska,
- Władysław Sobucki,
- Maria Woźniak,
- Bartosz Szymański[14].

## Biuletyn Informacyjny Biblioteki Narodowej
- Wydawca: Biblioteka Narodowa
- Redaktor: Małgorzata Józefaciuk
- Ukazuje się od 1978 jako kwartalnik
- Zawieszony od 2007

Czasopismo informujące o bieżących sprawach, które mają miejsce w Bibliotece Narodowej.
Od 2000 zaczął się ukazywać jedynie w formie elektronicznej dostępnej na stronie Biblioteki Narodowej.
Układ:
- Wydarzenia BN,
- Rok Języka Polskiego,
- Najnowsze Dary i Nabytki,
- Widziane z BN,
- Sympozja, konferencje,
- Relacje z biblioteki,
- O tych którzy odeszli[15].